# Lithacodia veternosa
Lithacodia veternosa là một loài bướm đêm trong họ Noctuidae.